# Lambert ten Kate
Lambert ten Kate, född 23 januari 1674 i Amsterdam, död där 14 december 1731, var en nederländsk språkforskare. 
Ten Kate skrev 1699 en först 1896 utgiven Verhandeling over de klankkunde, en framställning av språkljudens bildning och karaktär, och 1710 Gemeenschap tussen de gottische spraeke ende de nederduytsche. Hans huvudarbete är Aenleiding tot de kennisse van het verhevene deel der nederduytsche sprake (1723), beskrivande vetenskaplig framställning av den levande nederländskan och tillika den första jämförande grammatiken över de germanska språken. Han räknas i flera avseenden som banbrytare för det jämförande historiska språkstudiet och föregångare till Rasmus Rask och Jacob Grimm.